# Kamion Mały
Kamion Mały – wieś w Polsce, w województwie mazowieckim, w powiecie sochaczewskim, w gminie Młodzieszyn.
Do 2023 miejscowość była częścią wsi Kamion.
W latach 1975–1998 Kamion Mały administracyjnie należał do województwa skierniewickiego.